# Американская партия независимости (США)
Партия независимости Америки (англ. Independence Party of America, IPA) была политической партией в Соединённых Штатах Америки, основанной 23 сентября 2007 года как коалиция существующих государственных партий, носящих название Партии независимости. Её национальным председателем был Фрэнк Маккей, председатель Партии независимости Нью-Йорка. Дин Баркли, бывший сенатор США и активист Партии независимости Миннесоты, согласился играть консультативную роль в новой партии.
Партия независимости Миннесоты проголосовала за присоединение к новой национальной партии на съезде штата 26 января 2008 года, хотя позже вышла из её состава. Партия реформ Пенсильвании присоединилась 22 октября 2007 года, а Независимая партия зелёных Вирджинии присоединилась 10 января 2008 года.
Сайт партии не работал в апреле 2013 года. Каждая из различных государственных партий пошла своим путём; например, на президентских выборах 2016 года партия Миннесоты поддержала Эвана Макмаллина, а партия Нью-Йорка поддержала кандидата от либертарианцев Гэри Джонсона.

## Судебный иск 2009 года
В давнишней вражде в партии участвовали Джон Блейр из Партии реформ Калифорнии и высшие члены Партии реформ.
4 декабря 2009 года федеральный судья Нью-Йорка слушал дело Маккей против Крюза по вопросу о том, кто были должностными лицами Партии правовой реформы. 16 декабря 2009 года судья вынес решение в пользу фракции Дэвида Коллисона.
Коллисон сказал: «После более чем двух лет судебных разбирательств в Техасе и Нью-Йорке я с большим удовольствием сообщаю, что судья окружного суда США Джозеф Бьянко из Восточного округа Нью-Йорка вынес решение в нашу пользу и ещё больше усилил решение 2008 года судьи Карла Гинзберга из 193-го окружного суда Техаса».